# Tramwaje w Tampico
Tramwaje w Tampico − zlikwidowany system komunikacji tramwajowej w meksykańskim mieście Tampico.

## Historia

### 1879−1907
Po raz pierwszy tramwaje w Tampico uruchomiono w 1879, były to tramwaje konne. W 1880 system składał się z trasy o długości 1,14 km. System ten zlikwidowano w 1889. W 1900 powstała spółka Ferrocarril Urbano de Tampico, która 1 stycznia 1901 uruchomiła ponownie tramwaje konne w Tampico. W 1906 w mieście było 7,7 km tras o szerokości toru 914 mm. W 1907 spółka starała się o pozwolenie na budowę linii tramwaju elektrycznego do Miramar, w pobliżu La Barra do której w 1890 doprowadzono linię kolejową obsługiwaną przez Mexican Central Railroad, która to zablokowała budowę linii tramwajowej do Miramar. 

### Po 1912
24 maja 1912 została zarejestrowana spółka Compañía Eléctrica de Luz, Fuerza y Tracción, która wykupiła tramwaje konne. 16 sierpnia 1913 spółka ta zamówiła w Wason 9 wagonów silnikowych, otwartych, 4 czteroosiowe "halfside" wagony silnikowe, 4 wagony doczepne oraz wagony towarowe. Wagony "halfside" mierzyły 12 m. Wszystkie wagony do Tampico dotarły w 1914. Ruch zainaugurowano prawdopodobnie w lipcu lub czerwcu 1914. We wrześniu 1914 otwarto podmiejską linię tramwajową do Playa Miramar oprócz niej zbudowano także linię do Colonias. W 1917 spółka zamówiła tramwaj towarowy z JG Brill. W 1921 zamówiono w tym samym zakładzie 6 tramwajów "halfside" oraz 2 wagony doczepne. W 1922 spółkę zreorganizowano i nadano nową nazwę: Compañia Eléctrica de Tampico. Wraz z rosnącą konkurencją samochodów zmniejszała się liczba przewiezionych pasażerów: w 1923 przewieziono 48 393 pasażerów, a w 1924 30 062. W 1924 w mieście było 31 km tras tramwajowych po których kursowało 25 wagonów silnikowych pasażerskich, 6 wagonów doczepnych pasażerskich oraz 7 tramwajów towarowych: 2 wagony silnikowe i 5 doczepnych. 31 marca 1927 zlikwidowano wszystkie linie miejskie pozostawiając jedną linię podmiejską do Playa Miramar. 1 stycznia 1929 spółka została przejęta przez Electric Bond & Share Co. i zmieniono jej nazwę na Transportes Eléctricos de Tampico. W 1937 w Tampico było 19 km linii po której kursowało 17 wagonów silnikowych, 8 doczepnych oraz 13 wagonów doczepnych towarowych. Pomiędzy 1957 a 1972 zakupiono 40 używanych tramwajów PCC:
- z Kansas City, 10 wagonów w 1957;
- z Saint Louis, 20 wagonów w 1961;
- z Toronto, 10 wagonów w 1971 i 1972.

Linię tę zamknięto 13 grudnia 1974. 